# Meg Donnelly
Meg Elizabeth Donnelly (New York, 25 luglio 2000) è un'attrice e cantante statunitense.
È nota per aver recitato nei panni di Addison nel film originale di Disney Channel Zombies, Val nella serie di Disney+ High School Musical: The Musical: La serie e Mary Campbell nel sequel della fortunata serie Supernatural, The Winchesters.

## Biografia
Donnelly è nata a New York il 25 luglio del 2000 e cresciuta a Peapack, nel New Jersey. È figlia unica. Ha iniziato a studiare canto, danza e recitazione presso l'Annie's Playhouse School of Performing Arts a Far Hills, all'età di sei anni. È apparsa come vocalist in diverse produzioni Kids of the Arts, Broadway Kids e Time To Shine a New York.

## Carriera

### Attrice
Nel 2013, Donnelly ha doppiato personaggio di Ash nella serie Team Toon. Nel 2015, è stata il volto americano della campagna Awkward to Awesome della Clean and Clear. Donnelly è anche apparsa in diversi episodi dello show della ABC What Would You Do?, in Sesamo apriti e Celebrity Ghost Stories. Donnelly è apparsa anche nel film The Broken Ones presentato al SOHO International Film Festival 2017.
Dal 2016, interpreta il ruolo di Taylor Otto nella sitcom della ABC American Housewife. Nel 2018, ha recitato nei panni di Addison nel film di Disney Channel Zombies.
Nel febbraio 2019, è stato annunciato che Donnelly avrebbe ripreso il ruolo di Addison nel sequel di Zombies.
Il film Zombies 2 esce il 14 febbraio 2020.
A marzo 2021 viene riconfermata nel cast del sequel Zombies 3, in uscita globalmente il 15 luglio 2022 sulla piattaforma Disney+. Nello stesso anno entra a far parte del cast della terza stagione di High School Musical: The Musical: La serie, nei panni di Val. Inoltre, sempre nel 2022, prende i ruoli di Mary Campbell nella serie The Winchesters.
Nel 2025 è tornata nei panni di Addison nella saga della Disney Channel Zombies 4.

### Cantante
Il 5 agosto 2018, ha pubblicato il suo primo singolo, intitolato Smile, mentre il 1º marzo 2019, è uscito Digital Love.
Il 17 maggio 2019, verrà pubblicato il singolo With U, con la collaborazione del rapper Fetty Wap.
Il 6 dicembre 2019 esce il suo primo album da solista intitolato Trust, contenente 8 canzoni tra cui i singoli Predictable, Impress e Just Like You, quest'ultimo in collaborazione con il rapper Kota the Friend.
Nel 2025 è uscito il suo secondo album intitolato dying art.
Altra musica è in progresso.

## Filmografia

### Attrice

#### Cinema
- The Broken Ones, regia di Elyse Russell (2017)

#### Televisione
- Future Shock - serie TV, episodio pilota mai andato in onda (2015)
- American Housewife - serie TV, 102 episodi (2016-2021)
- Zombies - Film TV, regia di Paul Hoen (2018)
- Zombies 2 - Film TV, regia di Paul Hoen (2020)
- Summer Camp - serie TV, episodio 5x21 (2021)
- Zombies 3 - Film TV, regia di Paul Hoen (2022)
- High School Musical: The Musical: La serie - serie TV, 5 episodi (2022)
- The Winchesters - serie TV, 13 episodi (2022-2023)
- Zombies 5 - Film TV, regia di Paul Hoen ( co produttori Meg Donnelly e Milo Manheim) (2025)

### Doppiatrice
- Team Toon - serie animata (2013)
- Spider-Man - serie animata, episodio 3x06 (2020)
- ZOMBIES, ADDISON'S MOONSTONE MISTERY ( 2020-2021)
- Legione dei Super-Eroi, regia di Jeff Wamester (2023)
- ZOMBIES THE REANIMATED SERIE (2024)

## Programmi televisivi
- Celebrity Ghost Stories - programma TV, 1 episodio (2013)
- What Would You Do? - programma TV, 3 episodi (2015-2016)
- The Masked Singer - programma TV, è arrivata terza in posizione (2025)

## Discografia

### Singoli
- 2018 - Smile
- 2019 - Digital Love
- 2019 - With U (featuring Fetty Wap)
- 2019 - Predictable
- 2020 - Just Like You (featuring Kota the Friend)
- 2020 - Impress
- 2024 - Title
- 2024 - By my heart

### Album
- 2019 - Trust
- 2025 - Dying art

### Colonne sonore
- 2018 - ZOMBIES (Original TV Movie Soundtrack)
- 2020 - ZOMBIES 2 (Original TV Movie Soundtrack)
- 2020-2021 - ZOMBIES, ADDISON'S MOONSTONE MISTERY
- 2022 - ZOMBIES 3 (Original Soundtrack)
- 2024 - ZOMBIES THE REANIMATED SERIE
- 2025 - ZOMBIES 5